# George Santayana

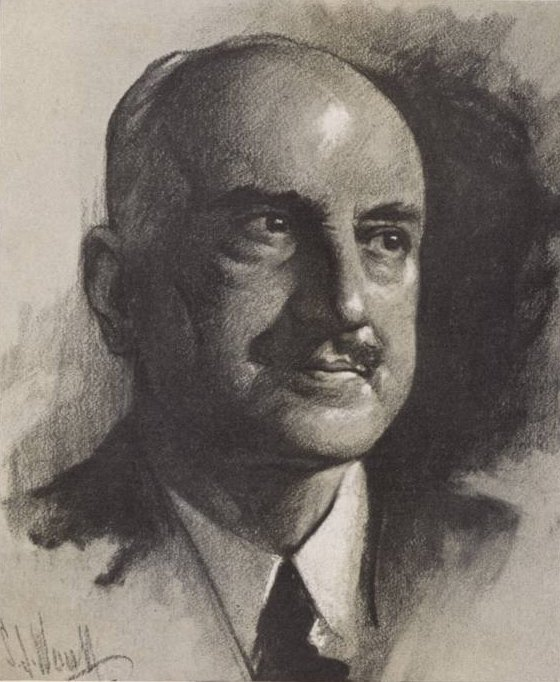
George Santayana

George Santayana właśc. Jorge Agustín Nicolás Ruiz de Santayana y Borrás (ur. 16 grudnia 1863 w Madrycie, zm. 26 września 1952 w Rzymie) – amerykański (choć przez całe życie miał obywatelstwo hiszpańskie) pisarz i filozof.

## Życiorys
Pełne jego nazwisko brzmiało Jorge Augustín Nicolás Ruiz de Santayana y Borrás. Zamieszkał w Bostonie w 1872 roku i zmienił swe imię z wersji hiszpańskiej ('Jorge' tj. 'Jerzy') na wersję angielską: George. Studiował na Harvardzie, gdzie jednym z jego wykładowców był William James. Potem sam został wykładowcą na tej uczelni. Odszedł w roku 1912, gdy otrzymał pokaźny spadek. Następnie przebywał głównie w Paryżu i Oksfordzie, a w 1925 roku osiadł w Rzymie.
Napisał 18 tomów dzieł filozoficznych, a także m.in. powieść The Last Puritan, bestseller w 1935 roku, i autobiografię Persons and Places chwaloną przez krytykę. Do dzieł filozoficznych należą: „The Life of Reason: or the Phases of Human Progress” (1905–1906, 5 t.), nadto: „Sonnets and other Verses” (1894), „Lucifer, a Theological Tragedy” (1899), „Three Philosophical Poets” (1910), „Character and Opinion in the U. S.” (1920), „Platonism and the Spiritual Life” (1927). Wydał ponadto zbiorowe „Poems” (1923). Szkice: „Soliloquies in England” (1922), wnikliwe studium życia angielskiego, nowe cykle studiów filozoficznych: „Scepticism and Animal Faith” (1923), „The Realm of Essence” (1928), „The Realm of Matter” (1930) i in., modyfikujące jego poglądy i krytykę neohumanizmu: „The Genteel Tradition at Bay” (1931).
Jego filozofia była materialistyczna, sceptyczna. Choć uważał się za ateistę, ostatnich 10 lat życia spędził w rzymskokatolickim klasztorze.

## Tłumaczenia prac na j. polski
- Poczucie piękna: zarys teorii estetycznej, przekł. i oprac. Adam Grzeliński, Krzysztof Wawrzonkowski, Toruń: Wydawnictwo Naukowe UMK, 2014. (Sense of beauty: being the outline of aesthetic theory, 1896)
- Rozum w sztuce, przekł. pod kier. Adama Grzelińskiego, Toruń: Wydawnictwo Naukowe UMK, 2015. (Life of reason or the phases of human progress. Volume four: Reason in art, 1905)
- Rozum w religii, przekł. Adam Grzeliński i Krzysztof Wawrzonkowski, Toruń: Wydawnictwo Naukowe UMK, 2020. (Life of reason or the phases of human progress. Volume three: Reason in religion, 1905)
- Rozum w zdrowym rozsądku, przekł. Adam Grzeliński i Krzysztof Wawrzonkowski, Toruń: Wydawnictwo Naukowe UMK, 2021. (Life of reason or the phases of human progress. Volume one: Reason in common sense, 1905)
- Rozum w społeczeństwie, przekł. Adam Grzeliński i Katarzyna Kremplewska, Toruń: Wydawnictwo Naukowe UMK, 2022. (Life of reason or the phases of human progress. Volume two: Reason in society, 1905)
- Wolność, przekł. Adam Grzeliński i Alicja Pietras, "Studia z Historii Filozofii" 2023, nr 3, s. 147-166. (piąty rozdział The realm of spirit).